# Elsterhochflutbett
Das Elsterhochflutbett oder Oberes Elsterflutbett ist ein 4,75 Kilometer langer künstlicher Flusslauf in Leipzig und rechter Nebenarm der Weißen Elster. Es dient dem Hochwasserschutz.

## Verlauf
Das Hochflutbett beginnt am Verteilerbauwerk der Weißen Elster in Knauthain. Von dort führt es östlich an Knauthain, Knautkleeberg und Großzschocher vorbei, bis es schließlich nach 4,75 Kilometern zwischen Connewitz und Schleußig in das Elsterflutbett mündet.
Über das Flutbett führen bei Großzschocher die Bahnstrecke Leipzig-Plagwitz–Markkleeberg-Gaschwitz und die Fernwärme-Ringleitung. Die Brückenstraße (S 46), Verbindungsstraße zwischen Großzschocher und Markkleeberg, führte bis 2013 durch das Flutbett und wurde bei Hochwasser gesperrt, sobald Wasser vom Verteilerbauwerk in das Elsterhochflutbett geleitet wurde. Im Mai 2013 wurde eine Straßenbrücke für die S 46 über das Elsterhochflutbett fertiggestellt, die sich beim Juni-Hochwasser 2013 bereits bewährte.

## Hydromorphologie

Falschfarbenbild des Südlichen Leipziger Auwaldes aus DGM1-Daten; das Hochflutbett kommt von links unten

Bei Normal- und Niedrigwasser der Elster führt das Hochflutbett kein Elsterwasser. Es wird aber auf der gesamten Länge von einem Graben durchzogen, welcher im letzten Viertel Wasser führt, ab der Lehmlache Lauer. Von dort fließt er ungefähr einen Kilometer bis zu seiner Mündung in das Elsterflutbett.
Der im Trapezprofil angelegte Graben ist durch Hochwasser an drei Stellen aufgeweitet und mit Wasser gefüllt. Zwei im durchflossenen Teil und eine etwa zwei Kilometer vor der Mündung auf Höhe der Schwarzen Lache, die ein Altarm der Paußnitz ist. Wie die Lehmlache Lauer ist auch diese ständig wassergefüllt und liegt neben dem Deich. Die Stadt Leipzig hat zudem im Hochflutbett sechs Grabentaschen im Graben und einen künstlichen Altarm angelegt.
Die zwei durchflossenen Aufweitungen sind bis zu einem Meter tief und durch lehmige Steilufer gekennzeichnet. In ihnen leben neben Wasserfröschen auch Plötzen, Barsche, Hechte und Karpfen. Sogar Erdkröten laichen dort. Weiterhin sind im gesamten durchflossenen Teil Stockenten und Graureiher anzutreffen.
Bei länger anhaltender Trockenheit sind nur noch die drei tieferen Lachen und der künstliche Altarm wassergefüllt, der Rest fällt trocken.

## Funktion
Das Elsterhochflutbett entlastet den Flusslauf der Weißen Elster zwischen Knauthain und Großzschocher.
Das Verteilerbauwerk in Knauthain begrenzt die Durchflussmenge der Weißen Elster. Bei Hochwasser fließt das überschüssige Wasser in das Elsterhochflutbett und gelangt an dessen Ende in das Elsterflutbett.

## Geschichte
Das jetzige Elsterhochflutbett ist der Rest eines früheren Flutbetts, das im Eichholz westlich von Zwenkau Überschusswasser aus der Weißen Elster aufnehmen konnte und damit die Hochwassergefahr für die damaligen Elsterdörfer wie Eythra, Hartmannsdorf, Knauthain, Großzschocher und Schleußig wesentlich verringerte. Das Flutbett als in Dämmen geführte baumfreie Wiesenzone, die im Zwenkauer Eichholz jetzt noch funktionslos besteht, entstand um 1870. Dieses Hochflutbett mündete am Scheibenholz in das damalige Pleißeflutbett. Durch die Elsterverlegung für den Tagebau Zwenkau wurde der südliche Teil des Hochflutbetts wirkungslos und später durch den Tagebau selbst unterbrochen.
Im Oktober 2020 wurde der rechtsseitige Deich des Elsterhochflutbettes am Ratsholz geöffnet und die Bauarbeiten an einem Hochwasserdurchlass begonnen. Bei einem statistisch alle 25 Jahre auftretenden Hochwasser (HQ25) kann so die Aue wieder geflutet werden. Die genau an dieser Stelle beim Deichbau unterbrochene Paußnitz wurde jedoch nicht wieder verbunden (reichlich 100 m fehlen), sondern nur das stromabwärts gelegene Teilstück zur Einleitung vorgesehen.